# Conjunt plaça i carrer dels Estrangers (Centelles)
El Conjunt plaça i carrer dels Estrangers és una obra de Centelles (Osona) inclosa a l'Inventari del Patrimoni Arquitectònic de Catalunya.

## Descripció
Uneix el carrer Sant Antoni i el carrer Estrangers amb la part superior de l'església parroquial.
Té una amplada de 4 m a la base i de 7 m a la part més elevada, tot emmotllant-se a la irregularitat de l'edifici de la part dreta.
De baix a dalt té 10 esglaons, un terraplè i 3 esglaons més, de lloses allargades i pedres.

## Història
Més que una significació històrica, aquesta escala ha estat inclosa com a element urbà en el Pla General d'Ordenació de Centelles per la seva ubicació, que uneix el nucli antic amb els carrers Estrangers i Sant Antoni, i també per ser un element no gaire habitual.